# Nhật thực 2 tháng 10, 2024
| ←8 tháng 4, 2024 | 29 tháng 3, 2025 → |
| ---------------- | ------------------ |

Một nhật thực hình khuyên sẽ xảy ra vào ngày 02 tháng 10, 2024. Một nhật thực xảy ra khi Mặt Trăng đi qua giữa Trái Đất và Mặt Trời, do đó hoàn toàn hoặc một phần làm lu mờ hình ảnh của mặt trời cho một người xem trên Trái Đất. Nhật thực hình khuyên xảy ra khi đường kính biểu kiến của Mặt Trăng nhỏ hơn Mặt Trời, chặn hầu hết ánh sáng của Mặt Trời và khiến Mặt Trời trông giống như một vành khuyên (vành khuyên). Nhật thực hình khuyên xuất hiện dưới dạng nhật thực một phần trên một vùng của Trái Đất rộng hàng nghìn km.

## Hình ảnh
Đường đi phác thảo

## Các nhật thực khác

### 2022-2025
Mỗi một lượt trong chuỗi chu kỳ nhật thực lặp lại sau khoảng 177 ngày và 4 giờ (một chu kỳ) tại các giao điểm xen kẽ của quỹ đạo Mặt Trăng.
| Nhật thực từ năm 2022 đến 2025 | Nhật thực từ năm 2022 đến 2025 | Nhật thực từ năm 2022 đến 2025 | Nhật thực từ năm 2022 đến 2025 | Nhật thực từ năm 2022 đến 2025 | Nhật thực từ năm 2022 đến 2025 |
| ------------------------------ | ------------------------------ | ------------------------------ | ------------------------------ | ------------------------------ | ------------------------------ |
| Điểm nút giảm                  | Điểm nút giảm                  |                                | Điểm nút tăng                  | Điểm nút tăng                  |                                |
| 119                            | 30 tháng 4, 2022 Một phần      | 124                            | 25 tháng 10, 2022 Một phần     |                                |                                |
| 129                            | 20 tháng 4, 2023 Hybrid        | 134                            | 14 tháng 10, 2023 Hình khuyên  |                                |                                |
| 139                            | 8 tháng 4, 2024 Toàn phần      | 144                            | 2 tháng 10, 2024 Hình khuyên   |                                |                                |
| 149                            | 29 tháng 3, 2025 Một phần      | 154                            | 21 tháng 9, 2025 Một phần      |                                |                                |